# Adlerbaum
Adlerbaum var en svensk adelsätt med gemensamt ursprung som den svenska adelsätten von Baumgarten (Nr 1463) samt den riksromerska adelsätten von Baumgarten. Den gemensamma stamfadern var Peter Baumgart som inkom till Sverige och handlade i Kalmar. 
Peter Baumgarts son, Hans Baumgart, var handlande i Kalmar och bekostade själv utrustandet av krigsskeppet Kalmar kastell. Hans son, också namngiven Hans (1675–1735) adlades jämte sin bror Nils Christer av Karl XII 1709 och tog då namnet Adlerbaum. 
Ätten slöts troligtvis 1742 när Hans son Tobias Israel avled efter hemkomsten från fälttåget i Finland.